# コンスタンティノープル競馬場
座標: 北緯41度00分23秒 東経28度58分33秒 / 北緯41.00639度 東経28.97583度

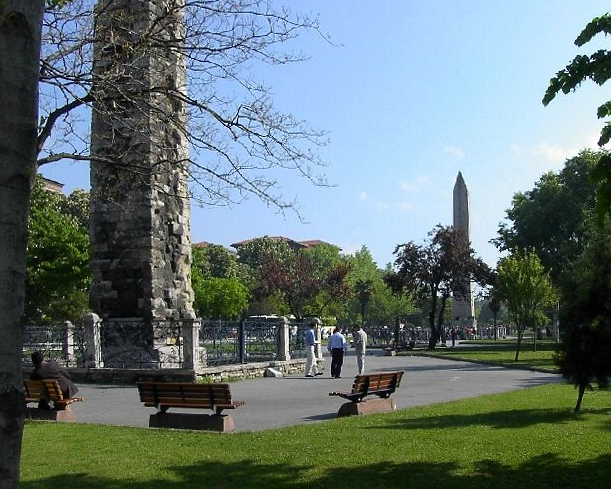
現在の様子。手前にコンスタンティノス7世のオベリスク (Walled Obelisk)、右奥にトトメス3世のオベリスク（テオドシウス1世のオベリスク）がある。

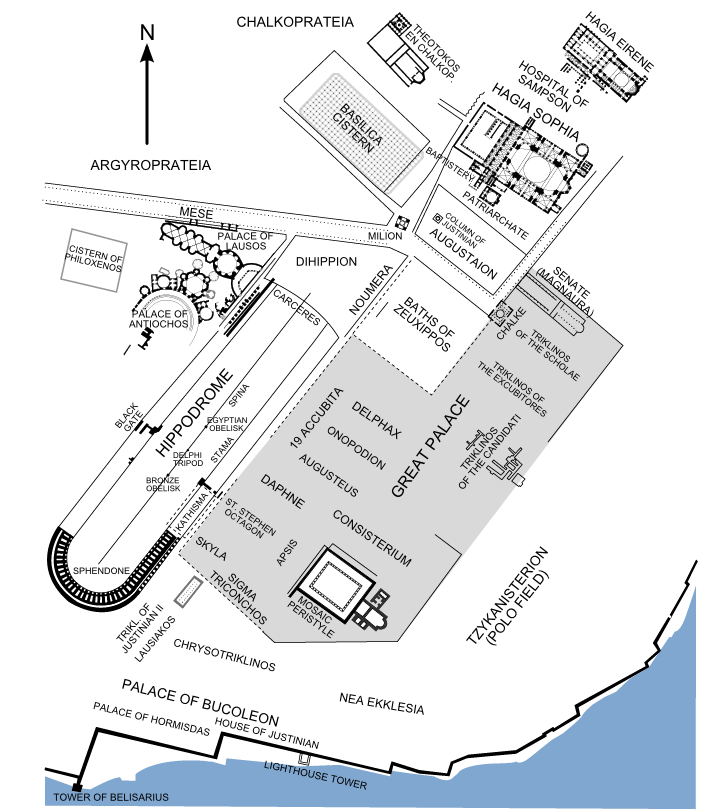
地図

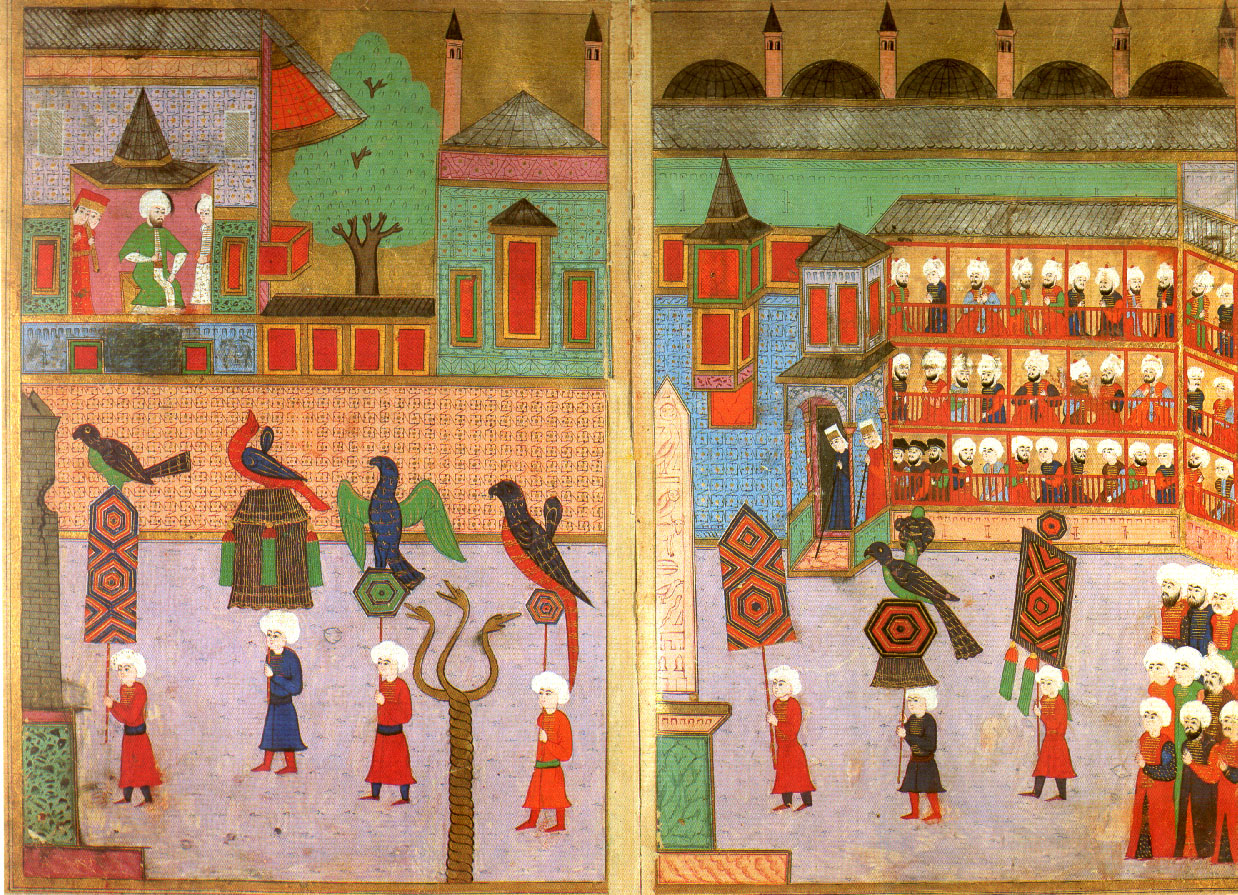
ヒッポドロームにいるスルタンの前のギルドの行列。トルコの細密画 Surname-i Vehbi (1582)

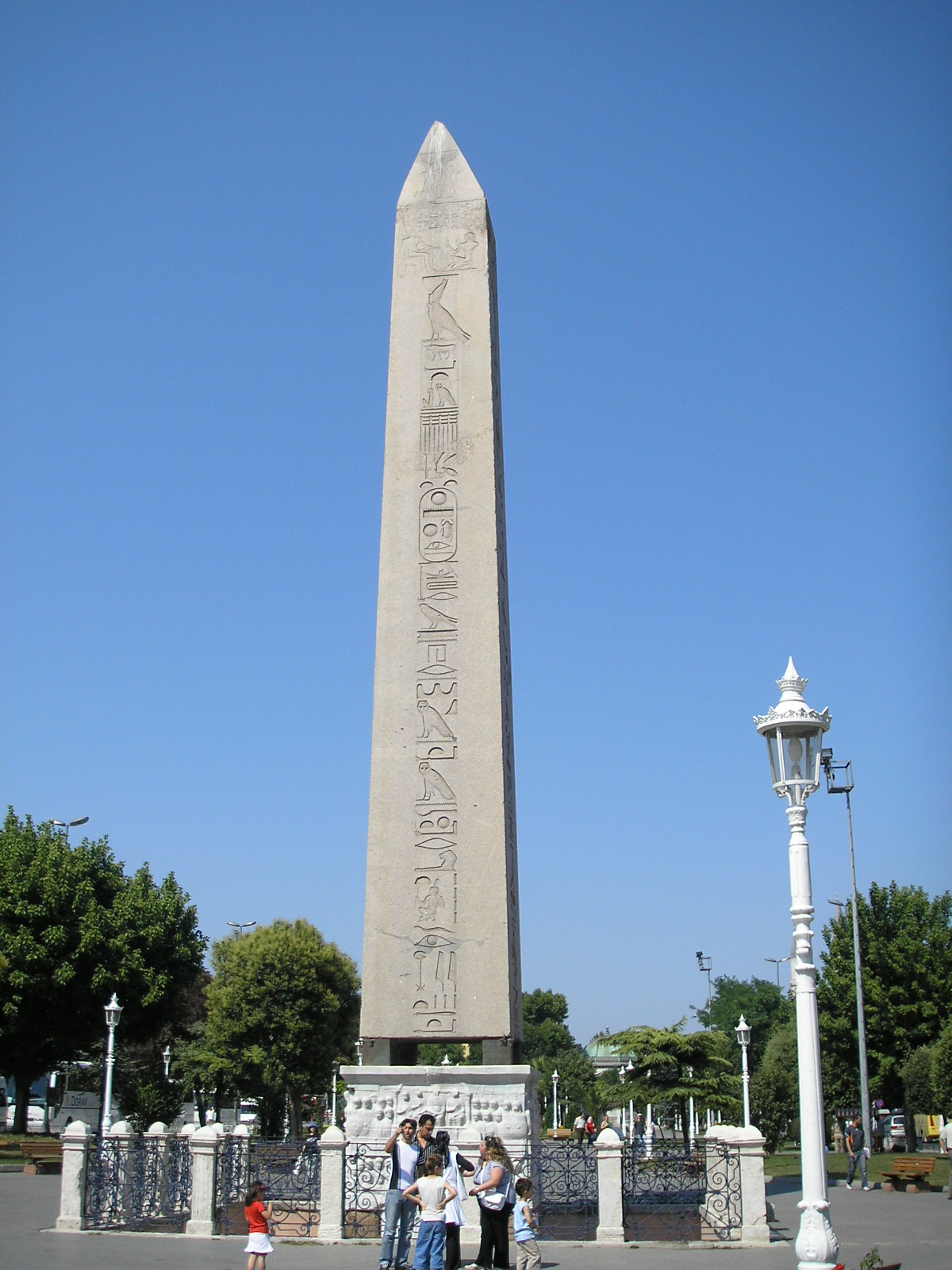
テオドシウス1世のオベリスク（本来はトトメス3世のオベリスク）

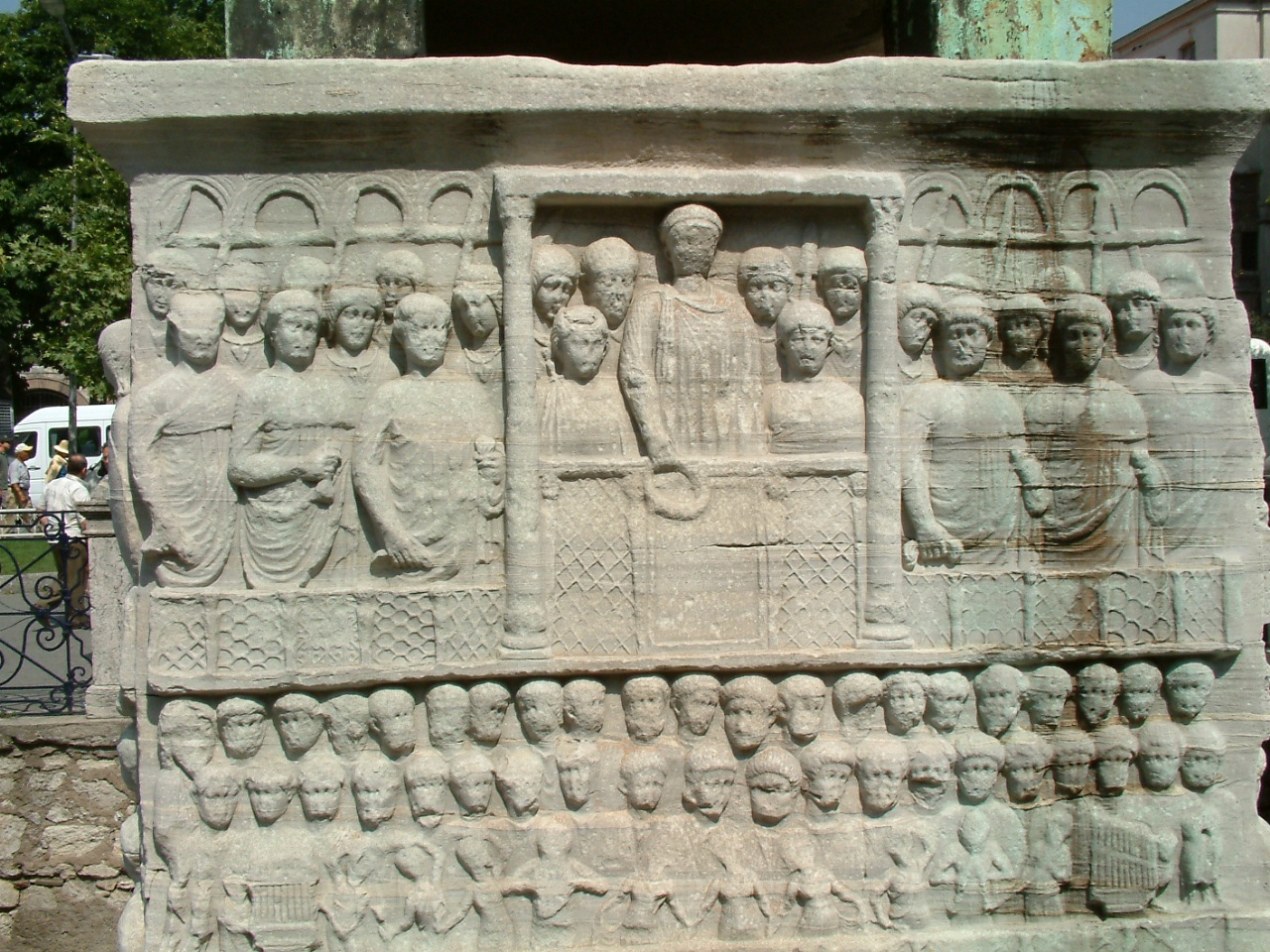
トトメス3世のオベリスクの台座。テオドシウス1世が競馬場の観覧席から勝者に月桂冠を授けているところ

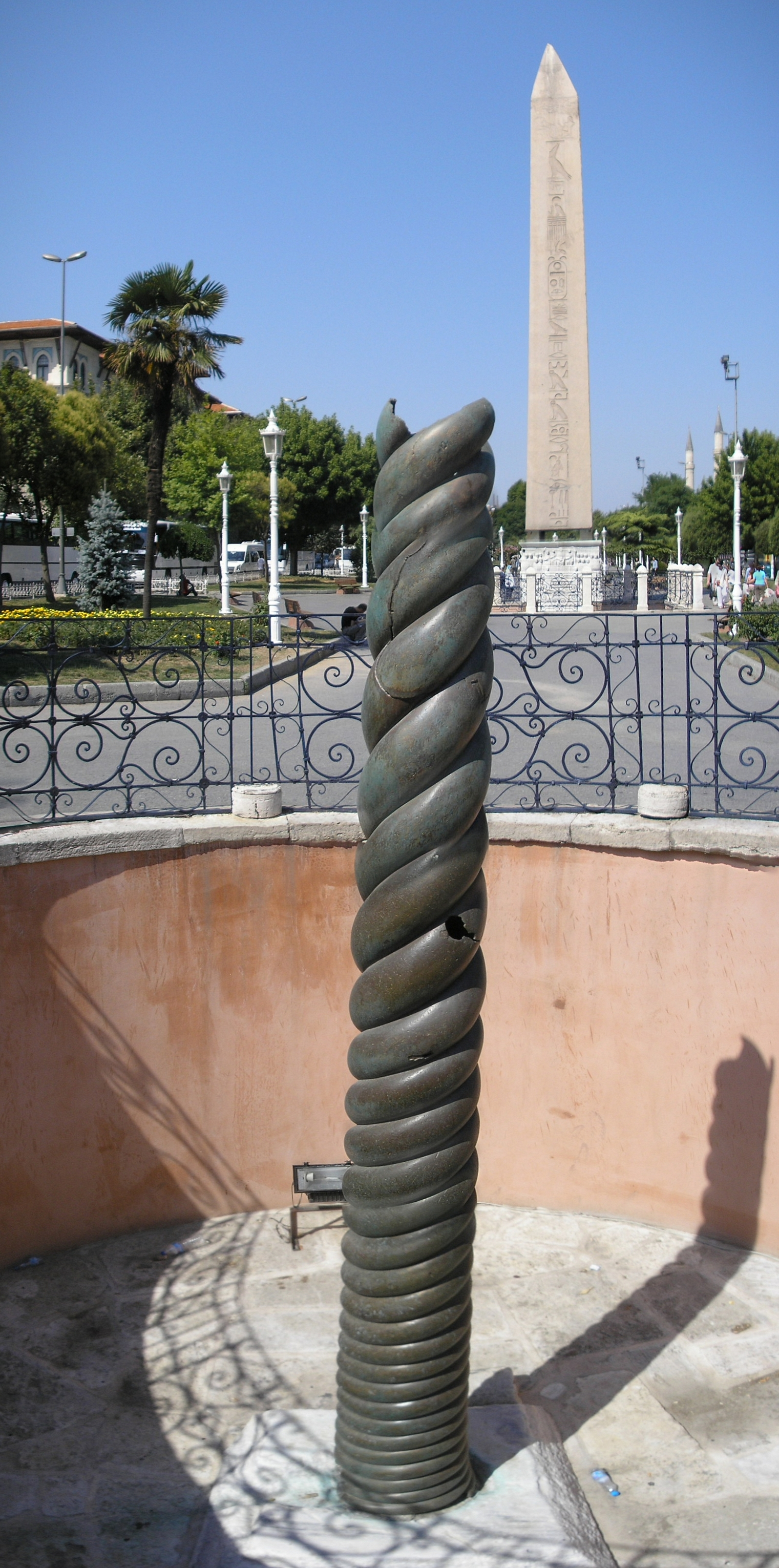
蛇の柱

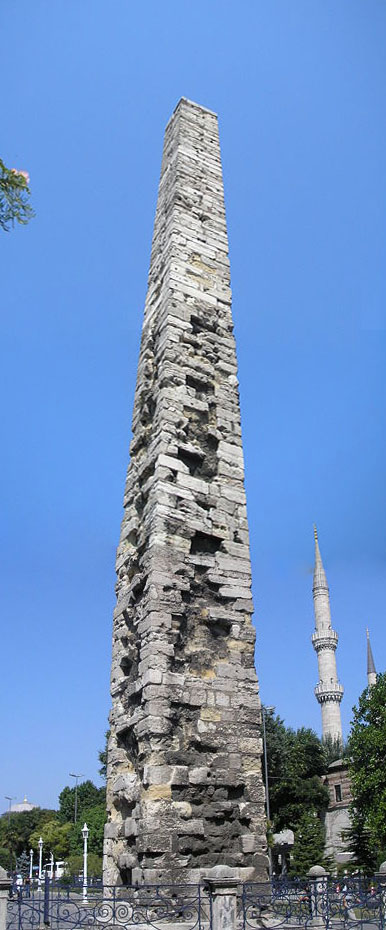
コンスタンティノス7世のオベリスク (Walled Obelisk)

コンスタンティノープル競馬場（コンスタンティノープルけいばじょう、ギリシア語: Ιππόδρομος της Κωνσταντινούπολης 英語: Hippodrome of Constantinople）は、東ローマ帝国の首都コンスタンティノープルにあったキルクス（競馬や戦車競走を行う施設）である。現在はスルタンアフメト・メイダヌ（スルタンアフメト広場、トルコ語: Sultanahmet Meydanı）またはアト・メイダヌ（馬の広場、トルコ語: At Meydanı）と呼ばれる広場になっており、トルコのイスタンブールにある。単にヒッポドロームとも呼ぶ。本来の構造で現存している部分はごくわずかである。
「ヒッポドローム (hippodrome)」とは古代の競馬場を意味し、ギリシア語の「ウマ」を意味する hippos ('ιππος) と「道」を意味する dromos (δρομος) を組み合わせた語である。ここで、競馬や戦車競走が娯楽として開催されていた。

## 歴史
この競馬場は東ローマ帝国の首都として栄えていたコンスタンティノープルと関連付けて考えられがちだが、実際はそれ以前から存在していた。最初の競馬場はこの都市がビュザンティオンと呼ばれていたころに建設されており、当時はローマ帝国内でも中規模程度の地方都市だった。203年、皇帝セプティミウス・セウェルスが都市を再建し城壁を拡張し、このとき戦車競走などの競技場としてこの競馬場を建設した。
324年、皇帝コンスタンティヌス1世がビュザンティオンを大幅に拡張し、間もなくコンスタンティノープル（コンスタンティヌスの都市）と呼ばれるようになった。コンスタンティヌス1世は競馬場も修復した。このときのコンスタンティノープル競馬場の大きさは、長さ 450 m (1,476 ft) で幅 130 m (427 ft) と見積もられている。観客席には10万人が収容できた。
トラック部分はU字形で、皇帝専用の特別席 (Kathisma) はトラックの東側に位置していた。このKathismaは大宮殿と隣接していて、皇帝やその家族は専用通路で直接行き来できるようになっていた。トラックの北西端がレースのスタート地点になっていて、そこに Hippoddrome Boxes と呼ばれる現在の発馬機にあたる建物があり、その上に4頭の金メッキされた青銅製の馬の彫像があった。これら馬の彫像が古代ギリシアのものか古代ローマのものかも定かではないが、現在はサン・マルコの馬と呼ばれており、1204年の第4回十字軍のときにヴェネツィアに持ち去られ、サン・マルコ寺院のファサードに設置された。スフェンドン (Sphendone) は南端のU字部分にあった曲線を描いた観客席で、一部が現存している。トラック外周には名馬や名御者（チャリオットの操縦者）のブロンズ像が並んでいたが、全く現存していない。競馬場には他にも多数の神像、皇帝像、英雄像があり、有名なものとしてはリュシッポス作のヘーラクレース像、ロームルスとレムスと狼の像、プラタイアの三脚台（祭壇の一種）の一部である「蛇の柱」などがある。10世紀の皇帝コンスタンティノス7世は著書『儀式の書』（第2巻、15、589）で、サラセン人またはアラブ人が訪れた際の競馬場の装飾について記しており、紫の壁掛けや珍しいタペストリーなどに言及している。
東ローマ帝国時代を通して、この競馬場は市民生活の社会的中心だった。特に7世紀までの東ローマ帝国では古代の「パンとサーカス」が継続していたため、競馬場では年間100日以上、1日に何レースもの戦車競走が開催され、莫大な金額が賭けられた。元々は4つのチームが競走に参加しており、それぞれのチームに元老院の政治勢力がスポンサーとして付いていた。チームは色分けされており、青 (Venetii)、緑 (Prasinoi)、赤 (Rousioi)、白 (Leukoi) があった。このうち赤と白は徐々に弱体化し、青と緑のチームに吸収されていった。
最大8つのチャリオット（各チーム2つ）が出走する。チャリオットは4頭立てのクアドリガである。戦車競走は単なるスポーツイベントではなく、皇帝と一般市民が同じ場所に会するまれな機会を提供していた。政治的会談もこの競馬場でよく行われた。これは、皇帝専用席 (Kathisma) が大宮殿と直接繋がっていたためである。このため戦車競争や競馬以外にも皇帝の即位式（アナスタシウス1世やユスティヌス1世など）、凱旋式などの政治的イベントの会場や、公開処刑の場としても使用された。
青と緑のチームの抗争は政治的思惑や宗教的思惑とも関連してしばしば騒動を引き起こし、市内での内戦に発展したこともある。特に532年に勃発した市民の反乱・ニカの乱は深刻な被害をもたらした。将軍ベリサリウスらによって競馬場に集まっていた反乱派の市民約3万が殺され、反乱による放火などでアヤソフィアなどの重要な建築物が破壊された。現在のアヤソフィアはニカの乱の後にユスティニアヌス1世が再建したものである。
7世紀以降、東ローマ帝国はオリエントや西方の属州の大半をイスラム帝国やランゴバルト人らに奪われ、「パンとサーカス」を維持できなくなった。このため競馬場の競走の回数は激減し、5月11日のコンスタンティノープル開都記念日や皇帝の誕生日などに行われるのみとなった。しかし、回数こそ減ったものの11世紀のコムネノス王朝の時代においても戦車競走は市民の重要な娯楽であり、競走の開催時には古代以来の青・緑・白・赤の各チームを応援する市民達が熱狂していたことが記録されている。
1204年、コンスタンティノープルは第4回十字軍によって略奪され、その後以前のように完全に回復することはなかった。東ローマ帝国は1453年まで続いたが、そのころには競馬場は廃墟と化していた。1453年、オスマン帝国によって陥落しオスマン帝国の首都となったが、彼らは戦車競走を楽しむ趣味はなく、競馬場は忘れ去られていった。しかし、その跡地が完全に別の建物で覆われることもなかった。
競馬場はオスマン帝国皇帝アフメト3世の息子の割礼の儀式など様々な機会に使われた。オスマン帝国時代の細密画を見ると、観客席やオベリスクはそのままだったことがわかる。建物は現存していないが、現在のスルタンアフメト広場はかつての競馬場とほぼ同じ領域を占めている。

## 記念碑

### 蛇の柱
新たな首都のイメージを高めるため、コンスタンティヌス1世とその後継者（特にテオドシウス1世）は帝国全土から芸術作品を集め、コンスタンティノープルを飾った。競馬場では特にスピナ（spina、「背骨」の意）と呼ばれるトラックの中央の障壁に設置された。その中でも現在「蛇の柱」と呼ばれている記念碑はプラタイアの三脚台と呼ばれる祭壇 (en) で、元々は紀元前5世紀にペルシア戦争の一部であるプラタイアの戦いの戦勝を記念して作られたものである。コンスタンティヌス1世はデルポイのアポローン神殿からこれを持ってくるよう命じ、競馬場の中央に設置させた。この柱の頂上部には3匹の蛇の頭に支えられた金のボウルがあった。このボウルは第4回十字軍の最中に破壊または略奪された。オスマン帝国時代の細密画には蛇の頭部が描かれており、少なくとも17世紀末ごろまで蛇の頭部があった。この蛇の頭の一部は復元され、イスタンブール考古学博物館に展示されている。デルポイの三脚台で現存しているのは土台部分のみで、「蛇の柱」と呼ばれている。

### トトメス3世のオベリスク
390年、テオドシウス1世はエジプトからオベリスクを取り寄せ、競馬場のトラックの内側にそれを建てさせた。赤みがかった花崗岩を彫ったもので、元々は紀元前1490年、トトメス3世の時代にルクソールのカルナック神殿に建てられたものである。テオドシウス1世はこのオベリスクを3つに分割してコンスタンティノープルまで運ばせた。現存しているのは一番上の部分のみで、今日それが載っている大理石製の台座はテオドシウス1世が作らせたものである。このオベリスクは3,500年前のものでありながら、非常によい状態で維持されている。

### コンスタンティノス7世のオベリスク
10世紀の皇帝コンスタンティノス7世は、もう1つのオベリスクを競馬場の反対側の端に建てさせた。元々は金メッキされた青銅製の板で覆われていたが、第4回十字軍に略奪された。石積みの中核部分が現存しており "Walled Obelisk" と呼ばれている。

### ポルフュリオス像
スピナには他に伝説的な強さを誇った御者ポルフュリオスの像が7体設置されていた。ポルフュリオスは「緑」と「青」のチームの御者として戦車競走に出場していた。像そのものは7体とも現存していないが、その台座が2つ現存しており、イスタンブール考古学博物館に展示されている。

## 現在の様子
現在、この場所の正式名称はスルタンアフメト・メイダヌ（広場）であり、トルコ当局が注意深く管理している。かつての競技トラックは舗道で示されているが、実際のトラックはその地下 2 m (6.6 ft) ほどのところにある。スピナ（競馬場に真ん中でトラックのコースを仕切っていた障壁）の現存する記念碑である2つのオベリスクと「蛇の柱」は広場に穴を掘ったところに立っている（実際の地面より低いところにかつての地面があるため）。
八角形ドームがかかったネオ・ビザンティン様式のドイツの泉はドイツ政府が1900年に建設したもので、ドイツ皇帝ヴィルヘルム2世が1898年にイスタンブールを訪問したことを記念したものである。広場の北の入口付近、ブルー・モスク正面右にある。
1950年と1951年、考古学者 Rüstem Duyuran（後のイスタンブール考古学博物館館長）の指揮で発掘調査が行われた。1980年代にはスフェンドン（曲線を描いた端の部分）の周囲の住宅が撤去され、その構造が見やすくなった。1993年、スルタンアフメト・モスク付近に新たに公共の建物を建設するため重機で掘り返したところ、かつての競馬場の観客席や柱の遺構が見つかった。調査はそれ以上行われなかったが、座席と柱はイスタンブール市内のいくつかの博物館に収められた。
競馬場（の現在の風景）は1953年から1976年まで発行されていた500トルコリラ紙幣の裏面に描かれていた。

## ギャラリー

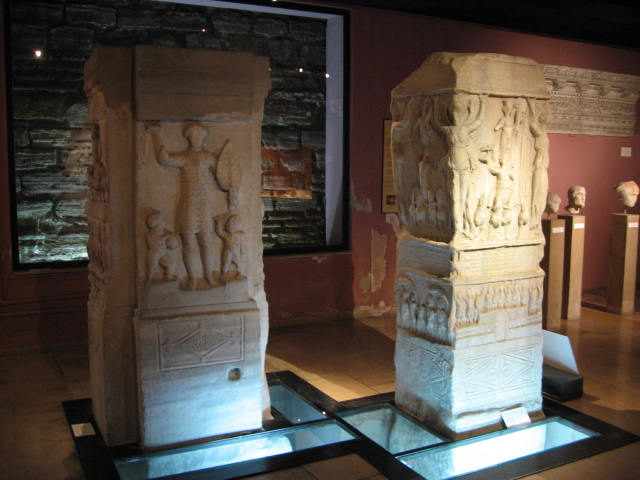
ポルフュリオス像の台座。イスタンブール考古学博物館にある。
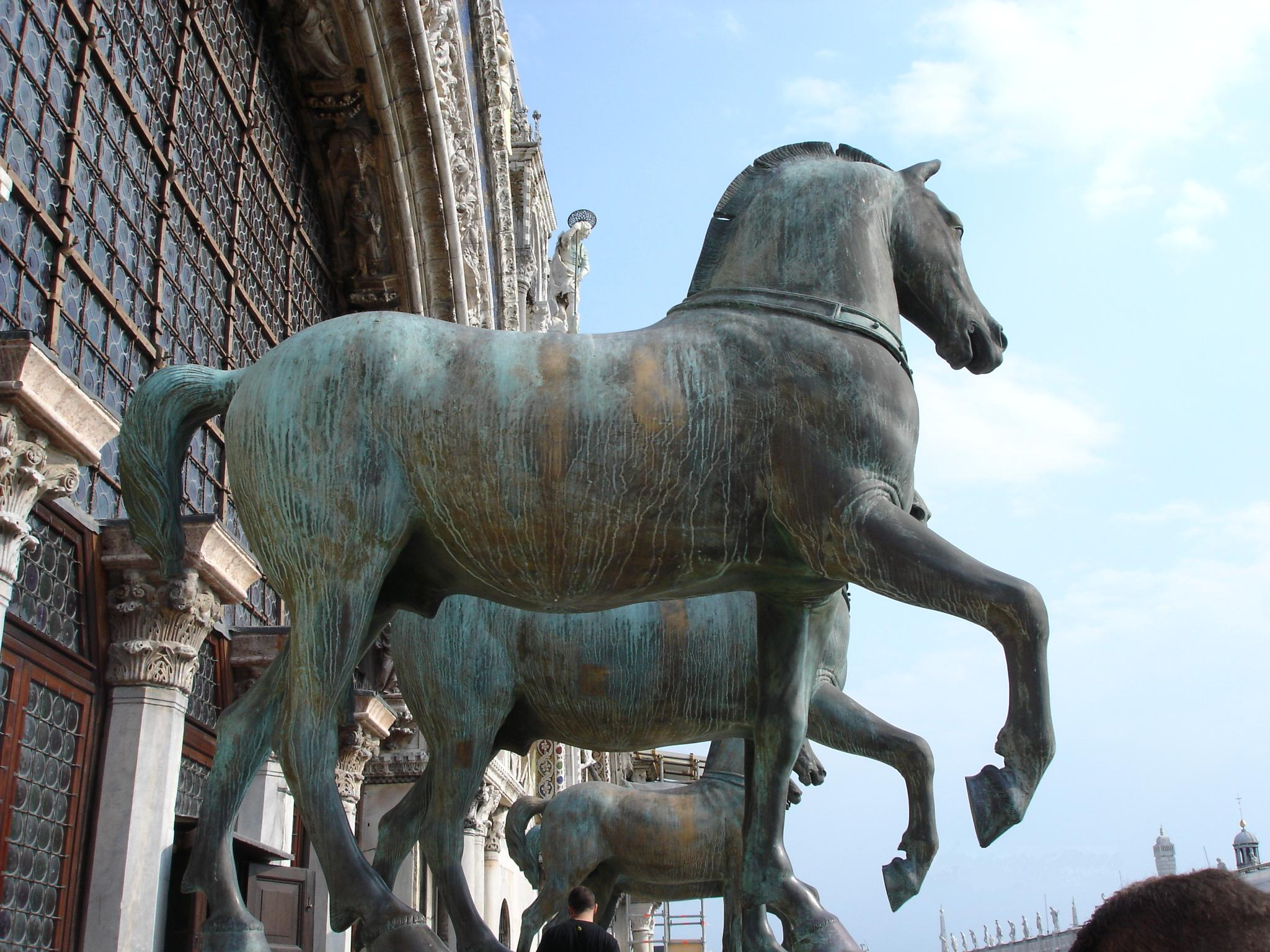
かつてコンスタンティノープル競馬場にあった4頭の馬の像。現在はヴェネツィアにある。
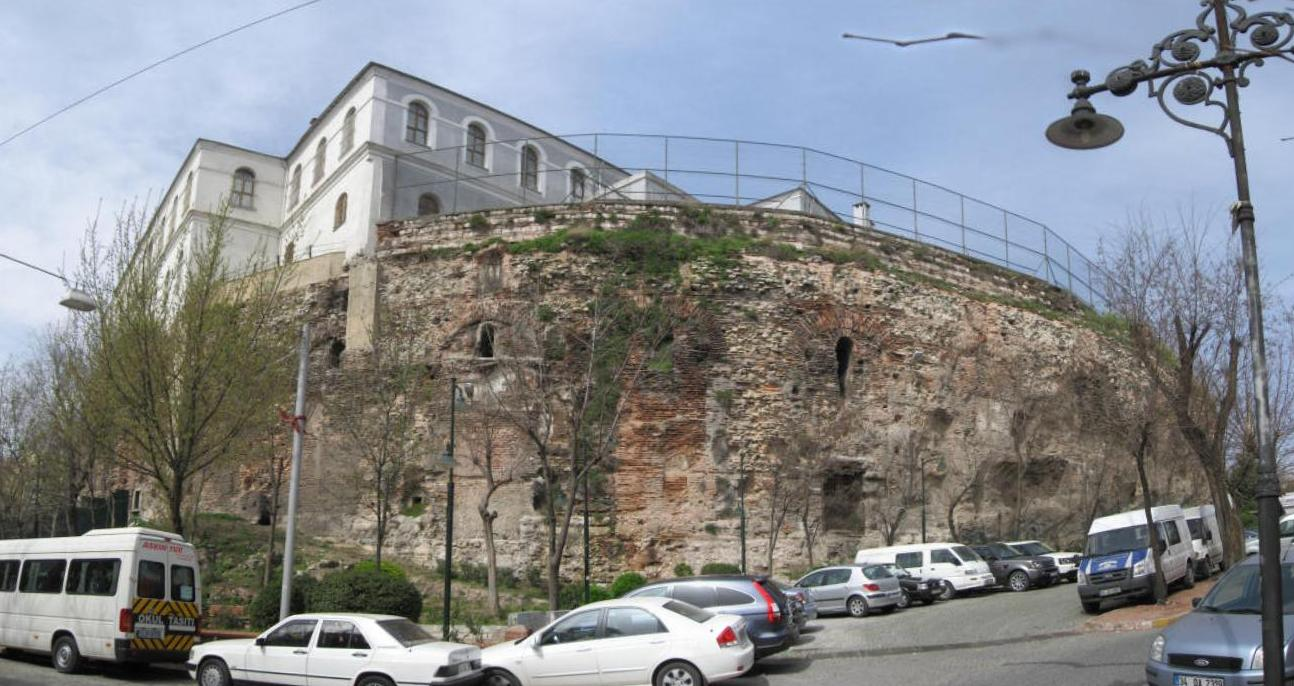
スフェンドンの遺構
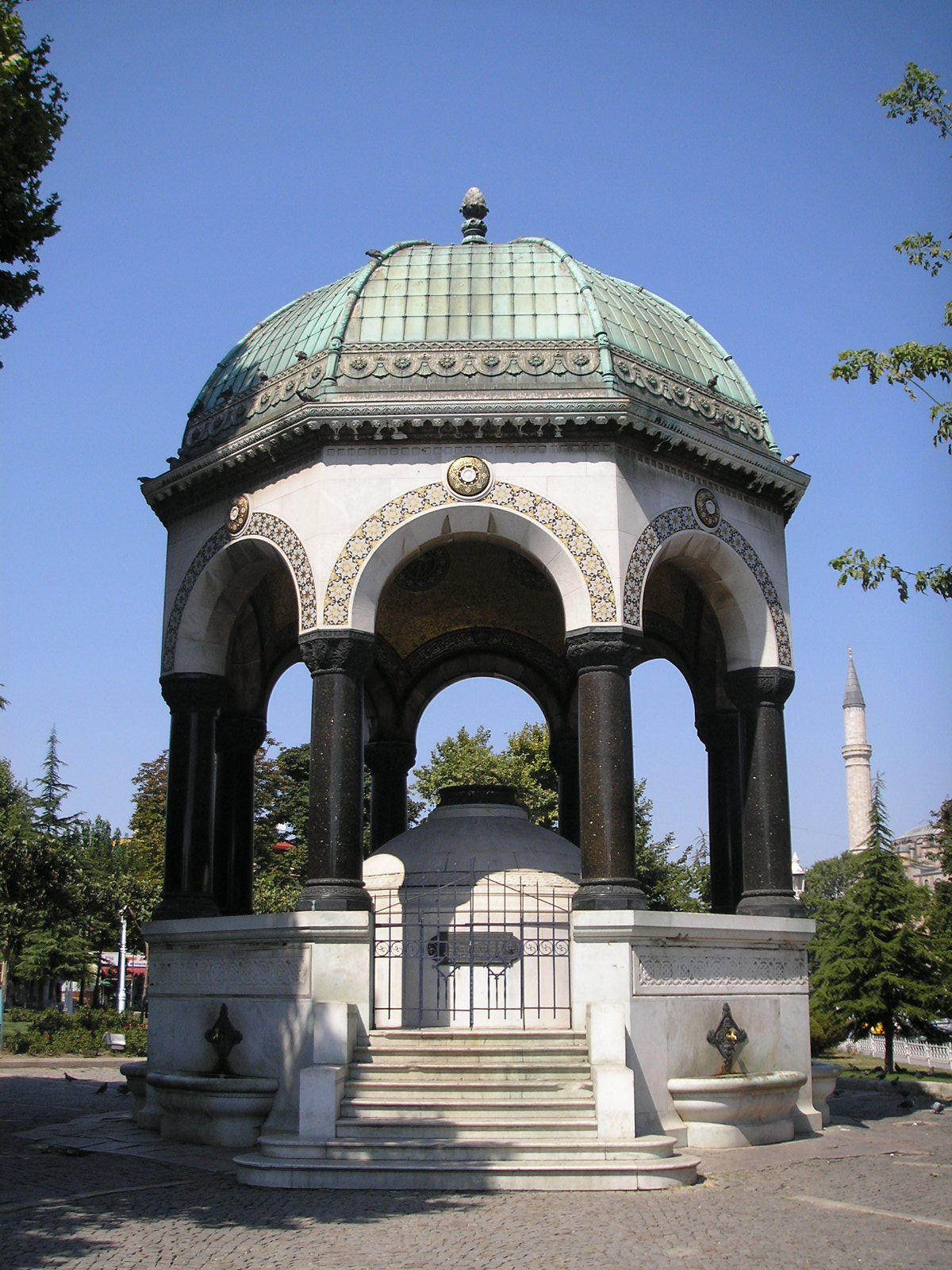
ネオ・ビザンティン様式の「ドイツの泉」